# 진 룬 양
진 룬 양(영어: Gene Luen Yang, 1973년 8월 9일 ~ )은 미국의 만화 스토리 작가이다. 그래픽노블 《아메리칸 본 차이니즈》로 2007년 마이클 L. 프린츠 상을 수상하며 이름을 알렸고, 이후 다크 호스 코믹스에서 《아바타: 아앙의 전설》, DC 코믹스에서 《슈퍼맨》의 스토리를 담당했다. 부친은 타이완 출신, 모친은 홍콩 출신인 중국계 미국인 혈통으로, 중국어 이름은 양진룬(중국어 간체자: 杨谨伦, 정체자: 楊謹倫, 병음: Yáng Jǐnlún 양진룬[*], 한자음: 양근륜)이라 한다.